# Battle in Outer Space
Battle in Outer Space (produs în Japonia ca The Great Space War - 宇宙大戦争 Uchū Daisensō) este un film SF japonez din 1959 regizat de Ishirō Honda. În rolurile principale joacă actorii Ryo Ikebe, Koreya Senda.

## Prezentare
Națiunile Pământului se unesc pentru a alunga o invazie extraterestră.

## Actori
- Dr. Ichiro Katsumiya - Ryo Ikebe
- Etsuko Shiraishi - Kyoko Anzai
- Yuichi Iwamura - Yoshio Tsuchiya
- Commander of the Self-Defense Forces - Minoru Takada
- Kogure (Engineer), SPIP-1 Crew - Hisaya Ito
- Dr. Kenjiro Adachi - Koreya Senda
- Dr. Roger Richardson - Leonard Stanford
- Dr. Immelmann - Harold S. Conway
- Dr. Ahmed - George Wyman
- Silvia - Elise Richter
- Okada, SPIP-1 Crew - Nadao Kirino
- Captain of Space Fighter Squadron - Kozo Nomura
- Inspector Ariake, Secret Service - Fuyuki Murakami
- Railroad Track Inspector - Ikio Sawamura
- Lieutenant General - Jiro Kumagai
- Maritime Self Defense Forces General - Katsumi Tezuka
- Air Self Defense Forces General - Mitsuo Tsuda
- Adjutant - Tadashi Okabe
- Lieutenant Pearce, SPIP-1 Crew - Malcolm Pearce
- Araki, SPIP-1 Crew - Yasuo Araki
- Welch, SPIP-1 Crew - Leonard Welch
- Sato, SPIP-2 Crew - Koichi Sato
- SPIP-2 Crew - Rinsaku Ogata
- SPIP-2 Crew - Osman Yusef
- SPIP-2 Crew - Heinz Bodmer
- SPIP-2 Crew - Yutaka Oka
- JSS-3 Communications Officer - Kisao Hatamochi
- JSS-3 Crewmember - Yukihiko Gondo
- JSS-3 Crewmember - Yoshiyuki Uemura
- U.S. Army General - Ed Keane
- Mrs. Richardson - Dona Carlson
- Science Center Engineer - Shiniro Hirota
- Tokaido Express Train Engineer - Yasuhisa Tsutsumi
- Tokaido Express Train Pilot Engineer - Shigeo Kato